# 南海キャンディーズ 山里亮太のオールナイトニッポンR
南海キャンディーズ 山里亮太のオールナイトニッポンR（なんかいきゃんでぃーずやまざとりょうたのおーるないとにっぽんあーる）はニッポン放送の深夜放送オールナイトニッポンRの土曜日で、南海キャンディーズの山里亮太がパーソナリティ担当のラジオ番組である。なおこの項では、当番組以前に放送された南海キャンディーズのオールナイトニッポンR、南海キャンディーズ 山ちゃんのオールナイトニッポンRについても記載する。

## 概要
- 南海キャンディーズにとっての初の冠番組である。
- 2005年に放送された南海キャンディーズのオールナイトニッポンR（録音放送）が好評だったが、2回目のオファーの際、しずちゃんは仕事上の都合のため欠席、山ちゃんこと山里亮太が単独出演することとなる（南海キャンデーズ 山ちゃんのオールナイトニッポンR）。山里は緊張していたようだが、一人でしゃべり続けたことにより、山里のボキャブラリーの多さ、切り返しの巧さが通常よりも発揮されることとなった。
- 2回の特番を経て、2006年7月1日、山里単独によるレギュラー放送開始。期間は1クール強ではあったが、放送終了後にヤンピース金曜日担当に抜擢される（南海キャンディーズ 山里亮太のヤンピース フライデースペシャル）。

## 略歴
- 2005年7月9日、南海キャンディーズのオールナイトニッポンR放送。
- 2006年1月6日、南海キャンディーズ 山ちゃんのオールナイトニッポンR放送（27:00〜29:00）。
- 2006年7月1日、南海キャンディーズ 山里亮太のオールナイトニッポンRレギュラー放送開始（9月23日放送終了）。
- 2009年12月24日、南海キャンディーズ 山里亮太のオールナイトニッポンR ラジオ・チャリティー・ミュージックソンスペシャルとして単発放送

## 放送時間
- レギュラー放送
  - 毎週土曜日 27:00〜28:30（一部地域27:00〜28:00 JST）

## エピソード
- 南海キャンディーズ 山ちゃんのオールナイトニッポンR
  - リスナーたちは、2005年末のM-1グランプリで南海キャンディーズが9位になったことをはじめとして、さまざまなトピックを意地悪く取り上げながらメールやFAXで山里を責め続けたため、リスナーがドS、パーソナリティーがドMという珍しい番組となった。
  - M-1ビリの罰ゲームをメールで募集していたが（リスナーが山里をいじめ、山里が自虐的に切り返すという展開）、決定された罰ゲームでは、しずちゃんへの年賀状をその場で書いて、その途中吉田尚記アナウンサーが第3スタジオを守ると言う理由で現れ、スタジオと山ちゃんを中継しながら走って東京中央郵便局まで出しに行くこととなった。

## レギュラー放送時のコーナー
- 上からコーナーの開始日順となっている。

### モリスエ道場
- 森末慎二のオリジナル体操技に「モリスエ」と名前がついたように、森末慎二になりきってオリジナルの行動に「モリスエ」と名付ける。
  - 番組開始〜番組終了

### 山ゴスティーニ・第三編集部
- 様々な雑誌を発行している『デアゴスティーニ』をお手伝いするコーナー。
  - 番組開始〜2006年8月5日

### トークマン山里
- 先輩や大物芸能人に対してのツッコミを考えてもらう。
  - 番組開始〜2006年8月5日

### ニセオールナイトニッポン
- 誰かになりきってオールナイトニッポンをやるコーナー。
- 主に横浜ベイスターズの三浦大輔の場合が多かった。
  - 番組開始〜?

### ロッドマン洋品店
- 新名所を教えてもらう。
  - 番組開始〜?

### 修羅の国の車窓から
- 列車の窓から見えた是非とも日本百景に加えたい風景や、世界遺産に登録したくなるような景色を考える。『世界の車窓から』のパロディー。
  - 2006年7月22日〜番組終了

### NANA
- 人気コミック『NANA』には…
毎回最後に回想モノローグが出てくる場面を考えるコーナー。
  - 2006年8月12日〜?

### 仮装大賞
- 仮装しないで仮装大賞を行う、エアギターと同じ発想の『エア仮装大賞』。
  - 2006年9月2日〜番組終了

### 北島ファミリーとすれ違う
- 北島三郎率いる『北島ファミリー』に遭遇した場合に聞こえた言葉を聞き取る。
  - 2006年9月2日〜番組終了

## ゲスト
- おにぎり（9月16日）

## ノベルティグッズ
- 音楽アルバムCD（収録:ディレクター高田夫妻の自作の歌）
- オリジナルタオル（作成:せきしろ）
- 砂絵（作成:伊部）
- サインボール（作成:ナガミ）

## スタッフ
- ディレクター:高田
- アシスタントディレクター:ナガミ
- 構成作家:せきしろ
- サブ作家:伊部
- サブ作家:雨下